# Салех Аль-Шарабаті
Салех Аль-Шарабаті (араб. صالح صلاح الشرباتي, нар. 9 вересня 1998) — йорданський тхеквондист, срібний призер Олімпійських ігор 2020 року, чемпіон Європи.

## Виступи на Олімпіадах
| Олімпіада  | Дисципліна | Місце      |
| ---------- | ---------- | ---------- |
| Токіо 2020 | до 80 кг   | 2          |
| Париж 2024 | до 80 кг   | 1/8 фіналу |